# Skorba

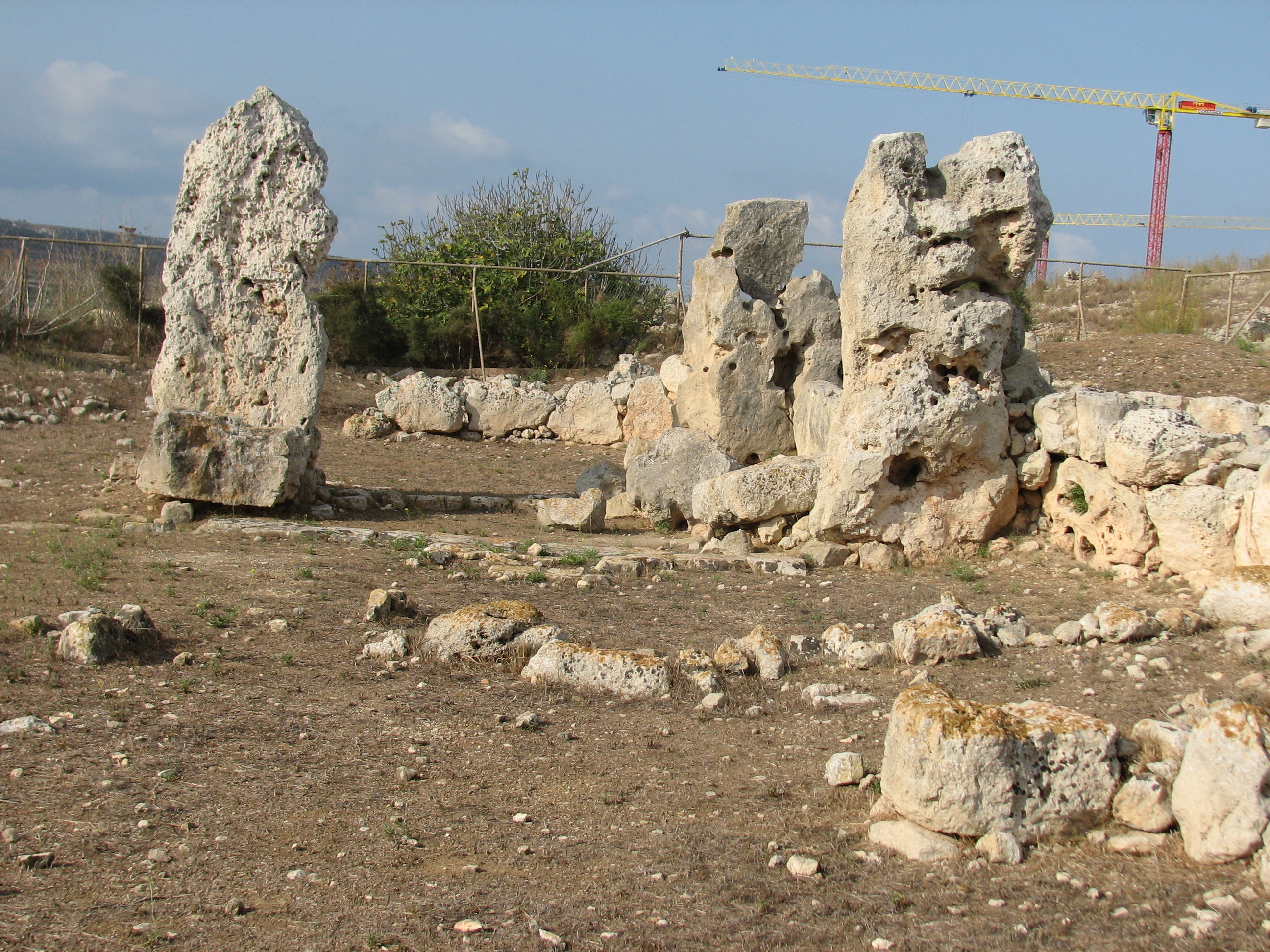
Świątynia Zachodnia

Skorba – ruiny świątyń megalitycznych położone w Żebbiegħ, w jednostce administracyjnej Mġarr na Malcie.
Jako pierwszą wzniesiono lepiej zachowaną Świątynię Zachodnią (ok. 3500 p.n.e-3200 p.n.e.), a następnie (ok. 3200 p.n.e.-2500 p.n.e.) dobudowano Świątynię Wschodnią. W 1992 budowle wpisano na listę światowego dziedzictwa UNESCO.
Świątynia została wpisana na listę National Inventory of the Cultural Property of the Maltese Islands pod numerem 00015.